# Lista nagród i nominacji Jacka Nicholsona
Poniższa lista obejmuje nagrody i nominacje otrzymanych przez amerykańskiego aktora − Jacka Nicholsona. Nicholson jest jedną z sześciu osób (obok Ingrid Bergman, Waltera Brennana, Daniela Day-Lewisa, Frances McDormand i Meryl Streep) 3-krotnie nagrodzonych Oscarami w kategorii aktorskiej. Był także 12-krotnie nominowany do Oscara (8-krotnie dla najlepszego aktora pierwszoplanowego, 4-krotnie dla najlepszego aktora drugoplanowego), dzięki czemu jest najczęściej nominowanym aktorem płci męskiej w historii tych nagród. Nicholson (lata 60–2000), Michael Caine (lata 60–2000), Katharine Hepburn (lata 30–60, lata 80), Frances McDormand (lata 80–2020), Paul Newman (lata 50–60, lata 80–2000), Laurence Olivier (lata 30–70) oraz Meryl Streep (lata 70–2010) byli nominowani do Oscara w kategorii aktorskiej w pięciu różnych dekadach, natomiast 3 trzema wygranymi Oscarami wraz z Ingrid Bergman, Walterem Brennanem, Danielem Day-Lewisem, Frances McDormand i Meryl Streep zajmuje 2. miejsce w liczbie wygranych Oscarów w kategorii aktorskiej (tylko Katharine Hepburn wygrała więcej – czterokrotnie).
Inne ważne nagrody w karierze Nicholsona to m.in.: 3-krotnie Nagroda BAFTA, 6-krotnie Złoty Glob, jedna Nagroda Grammy oraz jedna Nagroda Gildii Aktorów Ekranowych. Został także wyróżniony Nagrodą im. Cecila B. DeMille’a za całokształt twórczości podczas 56. ceremonii wręczenia Złotych Globów w 1999 roku.

## Nagrody

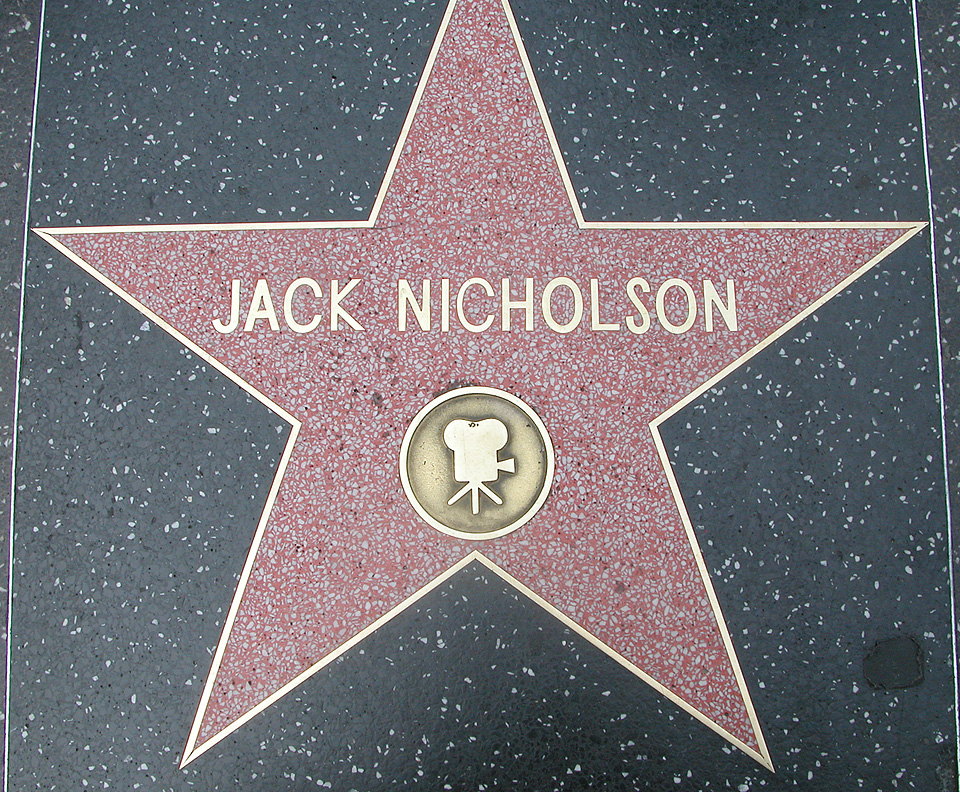
Gwiazda Jacka Nicholsona w Alei Gwiazd w Los Angeles.

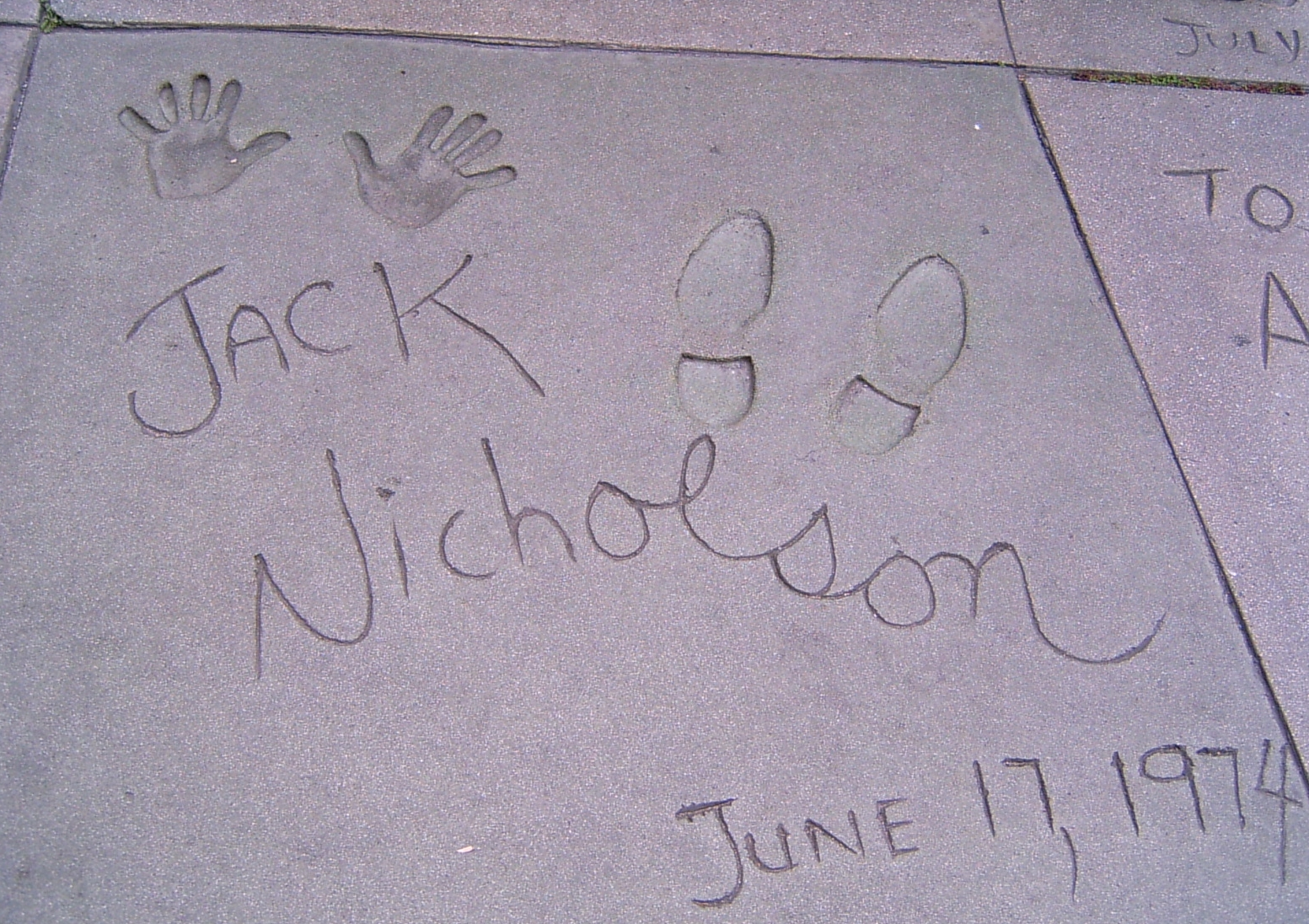
Odciski stóp i dłoni Jacka Nicholsona w Grauman’s Chinese Theatre w Los Angeles.

### Oscar
| Rok  | Kategoria                       | Film                       | Wynik     | Źr.    |
| ---- | ------------------------------- | -------------------------- | --------- | ------ |
| 1970 | Najlepszy aktor drugoplanowy    | Swobodny jeździec          | Nominacja | [ 1 ]  |
| 1971 | Najlepszy aktor pierwszoplanowy | Pięć łatwych utworów       | Nominacja | [ 2 ]  |
| 1974 | Najlepszy aktor pierwszoplanowy | Ostatnie zadanie           | Nominacja | [ 3 ]  |
| 1975 | Najlepszy aktor pierwszoplanowy | Chinatown                  | Nominacja | [ 4 ]  |
| 1976 | Najlepszy aktor pierwszoplanowy | Lot nad kukułczym gniazdem | Wygrana   | [ 5 ]  |
| 1982 | Najlepszy aktor drugoplanowy    | Czerwoni                   | Nominacja | [ 6 ]  |
| 1984 | Najlepszy aktor drugoplanowy    | Czułe słówka               | Wygrana   | [ 7 ]  |
| 1986 | Najlepszy aktor pierwszoplanowy | Honor Prizzich             | Nominacja | [ 8 ]  |
| 1988 | Najlepszy aktor pierwszoplanowy | Chwasty                    | Nominacja | [ 9 ]  |
| 1993 | Najlepszy aktor drugoplanowy    | Ludzie honoru              | Nominacja | [ 10 ] |
| 1998 | Najlepszy aktor pierwszoplanowy | Lepiej być nie może        | Wygrana   | [ 11 ] |
| 2003 | Najlepszy aktor pierwszoplanowy | Schmidt                    | Nominacja | [ 12 ] |

### Nagroda BAFTA
| Rok  | Kategoria                       | Film                         | Wynik     | Źr.    |
| ---- | ------------------------------- | ---------------------------- | --------- | ------ |
| 1970 | Najlepszy aktor drugoplanowy    | Swobodny jeździec            | Nominacja | [ 13 ] |
| 1975 | Najlepszy aktor pierwszoplanowy | Ostatnie zadanie / Chinatown | Wygrana   | [ 14 ] |
| 1977 | Najlepszy aktor pierwszoplanowy | Lot nad kukułczym gniazdem   | Wygrana   | [ 15 ] |
| 1983 | Najlepszy aktor drugoplanowy    | Czerwoni                     | Wygrana   | [ 16 ] |
| 1990 | Najlepszy aktor drugoplanowy    | Batman                       | Nominacja | [ 17 ] |
| 2003 | Najlepszy aktor pierwszoplanowy | Schmidt                      | Nominacja | [ 18 ] |
| 2007 | Najlepszy aktor drugoplanowy    | Infiltracja                  | Nominacja | [ 19 ] |

### Złoty Glob
| Rok              | Kategoria                                        | Film                       | Wynik     | Źr.    |
| ---------------- | ------------------------------------------------ | -------------------------- | --------- | ------ |
| 1970             | Najlepszy aktor drugoplanowy                     | Swobodny jeździec          | Nominacja |        |
| 1971             | Najlepszy aktor w filmie dramatycznym            | Pięć łatwych utworów       | Nominacja |        |
| 1972             | Najlepszy aktor w filmie dramatycznym            | Porozmawiajmy o kobietach  | Nominacja |        |
| 1974             | Najlepszy aktor w filmie dramatycznym            | Ostatnie zadanie           | Nominacja |        |
| 1975             | Najlepszy aktor w filmie dramatycznym            | Chinatown                  | Wygrana   |        |
| 1976             | Najlepszy aktor w filmie dramatycznym            | Lot nad kukułczym gniazdem | Wygrana   |        |
| 1982             | Najlepszy aktor drugoplanowy                     | Czerwoni                   | Nominacja |        |
| 1984             | Najlepszy aktor drugoplanowy                     | Czułe słówka               | Wygrana   |        |
| 1986             | Najlepszy aktor w filmie komediowym lub musicalu | Honor Prizzich             | Wygrana   |        |
| 1988             | Najlepszy aktor w filmie dramatycznym            | Chwasty                    | Nominacja |        |
| 1990             | Najlepszy aktor w filmie komediowym lub musicalu | Batman                     | Nominacja |        |
| 1993             | Najlepszy aktor drugoplanowy                     | Ludzie honoru              | Nominacja |        |
| 1993             | Najlepszy aktor w filmie dramatycznym            | Hoffa                      | Nominacja |        |
| 1998             | Najlepszy aktor w filmie komediowym lub musicalu | Lepiej być nie może        | Wygrana   |        |
| 2003             | Najlepszy aktor w filmie dramatycznym            | Schmidt                    | Wygrana   |        |
| 2004             | Najlepszy aktor w filmie komediowym lub musicalu | Lepiej późno niż później   | Nominacja |        |
| 2007             | Najlepszy aktor drugoplanowy                     | Infiltracja                | Nominacja | [ 20 ] |
| Honorowe nagrody |                                                  |                            |           |        |
| 1999             | Nagroda im. Cecila B. DeMille’a                  | Całokształt twórczości     | Wygrana   |        |

### Nagroda Grammy
| Rok  | Kategoria                   | Film             | Wynik   | Źr.                  |
| ---- | --------------------------- | ---------------- | ------- | -------------------- |
| 1988 | Best Recording for Children | Elephant’s Child | Wygrana | [ 21 ] [ 22 ] [ 23 ] |

### Gildia Aktorów Ekranowych
| Rok  | Kategoria               | Film                | Wynik     | Źr. |
| ---- | ----------------------- | ------------------- | --------- | --- |
| 1997 | Aktor pierwszoplanowy   | Lepiej być nie może | Wygrana   |     |
| 2002 | Aktor pierwszoplanowy   | Schmidt             | Nominacja |     |
| 2006 | Filmowy zespół aktorski | Infiltracja         | Nominacja |     |

### Nagroda MTV
| Rok  | Kategoria                  | Film          | Wynik     | Źr. |
| ---- | -------------------------- | ------------- | --------- | --- |
| 1992 | Najlepszy aktor            | Ludzie honoru | Nominacja |     |
| 1992 | Najlepszy czarny charakter | Ludzie honoru | Nominacja |     |
| 2006 | Najlepszy czarny charakter | Infiltracja   | Wygrana   |     |

### Nagroda National Board of Review
| Rok  | Kategoria                            | Film                       | Wynik   | Źr.    |
| ---- | ------------------------------------ | -------------------------- | ------- | ------ |
| 1975 | Najlepszy aktor                      | Lot nad kukułczym gniazdem | Wygrana | [ 24 ] |
| 1981 | Najlepszy aktor drugoplanowy         | Czerwoni                   | Wygrana | [ 25 ] |
| 1983 | Najlepszy aktor drugoplanowy         | Czułe słówka               | Wygrana | [ 26 ] |
| 1992 | Najlepszy aktor drugoplanowy         | Ludzie honoru              | Wygrana | [ 27 ] |
| 1997 | Najlepszy aktor                      | Lepiej być nie może        | Wygrana | [ 28 ] |
| 2006 | Najlepszy występ zespołu aktorskiego | Infiltracja                | Wygrana | [ 29 ] |

### Nagroda Satelita
| Rok  | Kategoria                                        | Film                | Wynik     | Źr.    |
| ---- | ------------------------------------------------ | ------------------- | --------- | ------ |
| 1996 | Najlepszy aktor w filmie komediowym lub musicalu | Marsjanie atakują!  | Nominacja | [ 30 ] |
| 1997 | Najlepszy aktor w filmie komediowym lub musicalu | Lepiej być nie może | Wygrana   | [ 31 ] |
| 2002 | Najlepszy aktor w filmie dramatycznym            | Schmidt             | Nominacja | [ 32 ] |
| 2005 | Najlepszy zespół aktorski                        | Infiltracja         | Wygrana   | [ 33 ] |
| 2005 | Najlepszy aktor drugoplanowy                     | Infiltracja         | Nominacja | [ 33 ] |

### Nagroda Saturn
| Rok  | Kategoria       | Film                  | Wynik     | Źr. |
| ---- | --------------- | --------------------- | --------- | --- |
| 1987 | Najlepszy aktor | Czarownice z Eastwick | Wygrana   |     |
| 1989 | Najlepszy aktor | Batman                | Nominacja |     |
| 1994 | Najlepszy aktor | Wilk                  | Nominacja |     |

### Nagroda Stowarzyszenia Krytyków Filmowych Kansas City
| Rok  | Kategoria                    | Film              | Wynik   | Źr. |
| ---- | ---------------------------- | ----------------- | ------- | --- |
| 1969 | Najlepszy aktor drugoplanowy | Swobodny jeździec | Wygrana |     |
| 1974 | Najlepszy aktor              | Chinatown         | Wygrana |     |
| 1981 | Najlepszy aktor drugoplanowy | Czerwoni          | Wygrana |     |
| 1983 | Najlepszy aktor drugoplanowy | Czułe słówka      | Wygrana |     |

### Nagroda National Society of Film Critics
| Rok  | Kategoria                    | Film                       | Wynik     | Źr. |
| ---- | ---------------------------- | -------------------------- | --------- | --- |
| 1969 | Najlepszy aktor drugoplanowy | Swobodny jeździec          | Wygrana   |     |
| 1970 | Najlepszy aktor              | Pięć łatwych utworów       | Nominacja |     |
| 1973 | Najlepszy aktor              | Ostatnie zadanie           | Wygrana   |     |
| 1975 | Najlepszy aktor              | Lot nad kukułczym gniazdem | Wygrana   |     |
| 1983 | Najlepszy aktor drugoplanowy | Czułe słówka               | Wygrana   |     |
| 1985 | Najlepszy aktor              | Honor Prizzich             | Wygrana   |     |

### Nagroda Nowojorskiego Koła Krytyków Filmowych
| Rok  | Kategoria                    | Film                       | Wynik     | Źr. |
| ---- | ---------------------------- | -------------------------- | --------- | --- |
| 1969 | Najlepszy aktor drugoplanowy | Swobodny jeździec          | Wygrana   |     |
| 1970 | Najlepszy aktor              | Pięć łatwych utworów       | Nominacja |     |
| 1973 | Najlepszy aktor              | Chinatown                  | Wygrana   |     |
| 1975 | Najlepszy aktor              | Lot nad kukułczym gniazdem | Wygrana   |     |
| 1981 | Najlepszy aktor              | Czerwoni                   | Nominacja |     |
| 1983 | Najlepszy aktor drugoplanowy | Czułe słówka               | Wygrana   |     |
| 1985 | Najlepszy aktor              | Honor Prizzich             | Wygrana   |     |
| 1987 | Najlepszy aktor              | Czarownice z Eastwick      | Wygrana   |     |
| 1992 | Najlepszy aktor drugoplanowy | Ludzie honoru              | Nominacja |     |
| 2002 | Najlepszy aktor              | Schmidt                    | Nominacja |     |

### Nagroda Boston Society of Film Critics
| Rok  | Kategoria                    | Film           | Wynik   | Źr. |
| ---- | ---------------------------- | -------------- | ------- | --- |
| 1981 | Najlepszy aktor drugoplanowy | Czerwoni       | Wygrana |     |
| 1983 | Najlepszy aktor drugoplanowy | Czułe słówka   | Wygrana |     |
| 1985 | Najlepszy aktor              | Honor Prizzich | Wygrana |     |

### Nagroda Los Angeles Film Critics Association
| Rok  | Kategoria                    | Film                  | Wynik     | Źr.    |
| ---- | ---------------------------- | --------------------- | --------- | ------ |
| 1981 | Najlepszy aktor drugoplanowy | Czerwoni              | Nominacja |        |
| 1983 | Najlepszy aktor drugoplanowy | Czułe słówka          | Wygrana   |        |
| 1985 | Najlepszy aktor              | Honor Prizzich        | Nominacja |        |
| 1987 | Najlepszy aktor              | Czarownice z Eastwick | Wygrana   |        |
| 1987 | Najlepszy aktor              | Chwasty               | Wygrana   |        |
| 1997 | Najlepszy aktor              | Lepiej być nie może   | Nominacja |        |
| 2002 | Najlepszy aktor              | Schmidt               | Wygrana   | [ 34 ] |

### Nagroda Chicago Film Critics Association
| Rok  | Kategoria                    | Film                | Wynik     | Źr. |
| ---- | ---------------------------- | ------------------- | --------- | --- |
| 1989 | Najlepszy aktor drugoplanowy | Batman              | Nominacja |     |
| 1992 | Najlepszy aktor drugoplanowy | Ludzie honoru       | Wygrana   |     |
| 1997 | Najlepszy aktor              | Lepiej być nie może | Nominacja |     |
| 2002 | Najlepszy aktor              | Schmidt             | Nominacja |     |
| 2006 | Najlepszy aktor drugoplanowy | Infiltracja         | Nominacja |     |

### Nagroda Southeastern Film Critics Association
| Rok  | Kategoria                    | Film                | Wynik     | Źr. |
| ---- | ---------------------------- | ------------------- | --------- | --- |
| 1992 | Najlepszy aktor drugoplanowy | Ludzie honoru       | Wygrana   |     |
| 1997 | Najlepszy aktor              | Lepiej być nie może | Nominacja |     |
| 2002 | Najlepszy aktor              | Schmidt             | Nominacja |     |

### Nagroda Critics’ Choice Movie Awards
| Rok  | Kategoria                    | Film                | Wynik     | Źr.    |
| ---- | ---------------------------- | ------------------- | --------- | ------ |
| 1997 | Najlepszy aktor              | Lepiej być nie może | Wygrana   |        |
| 2002 | Najlepszy aktor              | Schmidt             | Wygrana   | [ 34 ] |
| 2006 | Najlepszy aktor drugoplanowy | Infiltracja         | Nominacja |        |

### Nagroda Koła Londyńskich Krytyków Filmowych
| Rok  | Kategoria       | Film                | Wynik     | Źr. |
| ---- | --------------- | ------------------- | --------- | --- |
| 1997 | Najlepszy aktor | Lepiej być nie może | Wygrana   |     |
| 2002 | Najlepszy aktor | Schmidt             | Nominacja |     |

### Nagroda Online Film Critics Society
| Rok  | Kategoria                    | Film                | Wynik     | Źr. |
| ---- | ---------------------------- | ------------------- | --------- | --- |
| 1997 | Najlepszy aktor              | Lepiej być nie może | Wygrana   |     |
| 2002 | Najlepszy aktor              | Schmidt             | Nominacja |     |
| 2006 | Najlepszy aktor drugoplanowy | Infiltracja         | Nominacja |     |

### Nagroda San Diego Film Critics Society
| Rok  | Kategoria       | Film                | Wynik     | Źr. |
| ---- | --------------- | ------------------- | --------- | --- |
| 1997 | Najlepszy aktor | Lepiej być nie może | Wygrana   |     |
| 2002 | Najlepszy aktor | Schmidt             | Nominacja |     |

### Nagroda Toronto Film Critics Association
| Rok  | Kategoria       | Film                | Wynik     | Źr. |
| ---- | --------------- | ------------------- | --------- | --- |
| 1997 | Najlepszy aktor | Lepiej być nie może | Nominacja |     |
| 2002 | Najlepszy aktor | Schmidt             | Nominacja |     |

### Nagroda Dallas–Fort Worth Film Critics Association
| Rok  | Kategoria                    | Film        | Wynik     | Źr. |
| ---- | ---------------------------- | ----------- | --------- | --- |
| 2002 | Najlepszy aktor              | Schmidt     | Wygrana   |     |
| 2006 | Najlepszy aktor drugoplanowy | Infiltracja | Nominacja |     |

### Nagroda Phoenix Film Critics Society
| Rok  | Kategoria                    | Film        | Wynik     | Źr. |
| ---- | ---------------------------- | ----------- | --------- | --- |
| 2002 | Najlepszy aktor              | Schmidt     | Nominacja |     |
| 2006 | Najlepszy aktor drugoplanowy | Infiltracja | Wygrana   |     |

### Pozostałe nagrody
| Rok  | Nagroda                                              | Kategoria                       | Film                                    | Wynik     | Źr.    |
| ---- | ---------------------------------------------------- | ------------------------------- | --------------------------------------- | --------- | ------ |
| 1973 | Międzynarodowy Festiwal Filmowy w Cannes             | Najlepszy aktor                 | Ostatnie zadanie                        | Wygrana   |        |
| 1975 | David di Donatello                                   | Najlepszy aktor zagraniczny     | Lot nad kukułczym gniazdem              | Wygrana   |        |
| 2001 | Międzynarodowy Festiwal Filmowy w Moskwie            | Nagroda Stanisławskiego         | Zdobywanie wyżyn aktorstwa i wierności. | Wygrana   | [ 35 ] |
| 2002 | Washington D.C. Area Film Critics Association Awards | Najlepszy aktor                 | Schmidt                                 | Wygrana   |        |
| 2003 | Teen Choice Awards                                   | Najlepszy filmowy wybuch złości | Dwóch gniewnych ludzi                   | Nominacja |        |
| 2006 | People’s Choice Awards                               | Najlepszy pojedynek na ekranie  | Infiltracja                             | Nominacja | [ 36 ] |
| 2006 | Florida Film Critics Circle                          | Najlepszy aktor drugoplanowy    | Infiltracja                             | Wygrana   |        |